# Бостанджи (станція метро, M4)
40°57′53″ пн. ш. 29°06′19″ сх. д. / 40.964791040517° пн. ш. 29.105366755709° сх. д.
Бостанджи́ (тур. Bostancı) — станція лінії М4 Стамбульського метро. Відкрита 17 серпня 2012 року поряд з п'ятнадцятьма іншими станціями у черзі Ускюдар — Картал.
Конструкція — станція глибокого закладення, має дві острівні платформи та три колії. По відкриттю лінії М8 має стати кросплатформовим пересадним вузлом
Розташована під ТПВ Бостанджи у кварталі Бостанджи, Кадикьой.
Пересадки:Автобуси:10, 13AB, 14KS, 14T, 15KB, 16A, 16B, 16C, 16F, 16KH, 16S, 16U, 16Y, 16Z, 17K, 17P, 19, 19B, 19D, 19FK, 19H, 19SB, 19Z, 21B, 21C, 21G, 21K, 21U, 129L, 130, 130A, 130Ş, 251, 319, 500T, E-10
 Маршрутки: Гарем — Гебзе, Кадикьой — Картал, Кадикьой — Угур-Мумджу, Бостанджи — Дудуллу, Бостанджи — Ферхатпаша, Бостанджи — Каїшдаги - Дудуллу, Бостанджи — Тавукчу - Йолу — Дудуллу, Кадикьой — Аташехір, Кадикьой — Ферхатпаша